# WorldPride
La WorldPride est organisée par l'InterPride (The International Association of Pride Organizers - Association internationale des organisateurs de pride). Il s'agit d'un évènement composé d'un festival, d'une parade - soit un défilé équivalent à la « Pride » dans les pays anglophones et à la « Marche des fiertés » en France - et d'autres activités culturelles. Il dure environ une semaine ayant lieu dans une ville différente, qui a pour objectif de donner de l'importance aux questions liées à la communauté LGBTQI.
Le point d'orgue de la WorldPride est la parade, qui peut attirer des centaines de milliers de personnes. La première WorldPride eu lieu en 2000 à Rome. La deuxième WorldPride, qui était normalement prévue à Jérusalem, n'a pas eu lieu. La troisième s'est déroulée à Londres en 2012, en même temps que les Jeux Olympiques.

## WorldPride de 2000 à Rome
C'est lors de la 16e conférence annuelle de l'InterPride, en octobre 1997 à New York, que les membres de InterPride ont voté pour attribuer la WorldPride à la ville de Rome, du 1er au 9 juillet, 2000. L'évènement a été mis en place par le groupe gay italien Mario Mieli et par l'InterPride. Malgré les tentatives du Vatican pour faire annuler l'évènement,, la WorldPride s'est bien tenue à Rome. Les organisateurs annoncèrent 250 000 participants pour la parade du 8 juillet, allant vers le Colisée.

## WorldPride de 2006 à Jérusalem
Comme le retrait de colons juifs de la bande de Gaza avait lieu au même moment, il avait été choisi de décaler la WorldPride prévue en août 2005 à août 2006. Mais un an plus tard, le conflit israélo-libanais compromettait encore une fois la bonne tenue de l'événement : si les activités, réunions, groupes de discussions etc. ont pu se tenir, le nombre insuffisant de policiers disponibles n'a pas permis au défilé d'avoir lieu. Il fut donc reporté au 10 novembre 2006. 
Pendant la semaine précédant la marche, de nombreuses démonstrations de force de groupes ultra-conservateurs eurent lieu dans la ville, faisant plusieurs blessés. Néanmoins, la mobilisation restait de rigueur et la police donnait son accord pour la bonne tenue de l'évènement le 7 novembre. Mais le 9 novembre, le niveau d'alerte dans le pays est relevé après la menace du Hamas et du Fatah de renouveler les attentats suicides pour venger la mort de 18 civils palestiniens tués dans un bombardement la veille, à Beit Hanoun dans la bande de Gaza : le défilé est annulé une fois pour toutes et remplacé par un rassemblement dans le stade de l'université hébraïque de Jérusalem.

## WorldPride de 2012 à Londres
La 27e conférence annuelle de l'InterPride, qui s'est tenue en octobre 2008 à Vancouver, a voté que la WorldPride 2012 se tienne à Londres juste avant les Jeux olympiques et les Jeux paralympiques, et pendant l'année de célébrations du Jubilé de diamant d'Élisabeth II. Il était prévu un défilé de chars, une grande zone de performances à Trafalgar Square, avec des fêtes et des buvettes dans les rues à Golden Square et Soho.Peu de temps avant la tenue des manifestations, les organisateurs annonçaient que les festivités seraient réduites pour des raisons financières, il n'y a donc pas eu de grand concert ni de chars lors de la parade. Les problèmes financiers ont notamment été liés au manque de sponsors, du fait de la concurrence avec les Jeux Olympiques, selon les organisateurs. Les organisateurs ont annoncé 25 000 participants à la world parade, contre plus d'un million en 2011,.

## WorldPride de 2014 à Toronto
La WorldPride de Toronto aura lieu du 20 au 29 juin 2014.
C'est le collectif Pride Toronto, en partenariat avec Tourism Toronto, qui a présenté sa candidature pour accueillir la WorldPride 2014 à Toronto du 20 juin au 29 juin 2014. La 28e conférence annuelle de l'InterPride, qui s'est tenue en octobre 2009 à St. Petersburg, en Floride, a voté en faveur de Toronto, qui sera la première WorldPride en Amérique. Lors le premier tour de scrutin, Toronto a remporté 77 voix contre 61 pour Stockholm. Lors le second et dernier tour du scrutin Stockholm a été éliminée car Toronto a remporté 78 % des voix, soit la majorité aux 2/3, nécessaire pour finaliser le processus de sélection. La WorldPride à Toronto comprendra une cérémonie d'ouverture, une conférence internationale sur les droits de l'homme, une exposition commémorant le 45e anniversaire des émeutes de Stonewall et de nombreuses activités, notamment les célébrations de la fête du Canada et jour de l'Indépendance (États-Unis).

## WorldPride 2017 à Madrid
Le 7 octobre 2012 Madrid a été choisie à l'unanimité pour accueillir la WorldPride en 2017, Berlin et Sydney étaient en concurrence.

## WorldPride 2019 à New York
La ville de New York a accueilli la World Pride en juin 2019, 50 ans après que s'y soient produites les émeutes de Stonewall, considérées comme le point initiateur des mouvements d'affirmation des droits de la communauté LGBT+. Le nombre de participants et spectateurs a été estimé à 5 millions.

## WorldPride 2021 à Copenhague
C’est à Copenhague qu’a eu lieu la WorldPride de 2021.

## WorldPride 2023 à Sydney
Sydney a été sélectionnée pour accueillir la Wordlpride en 2023.

## WorldPride 2025 à Washington DC
À la suite de différends entre les organisateurs, l'évènement à Taïwan est déclaré annulé. L’événement a finalement lieu à Washington DC.